# 鲍金虎
鲍金虎，中华人民共和国政治人物、全国脱贫攻坚先进个人。

## 生平
鲍金虎任四川省甘孜藏族自治州德格县委常委、副县长（挂职），广电总局政策法规司综合处处长。因在脱贫攻坚战中作出突出贡献，2021年2月25日全国脱贫攻坚总结表彰大会上，鲍金虎被授予“全国脱贫攻坚先进个人”。